# Torhaus (Neusäß)

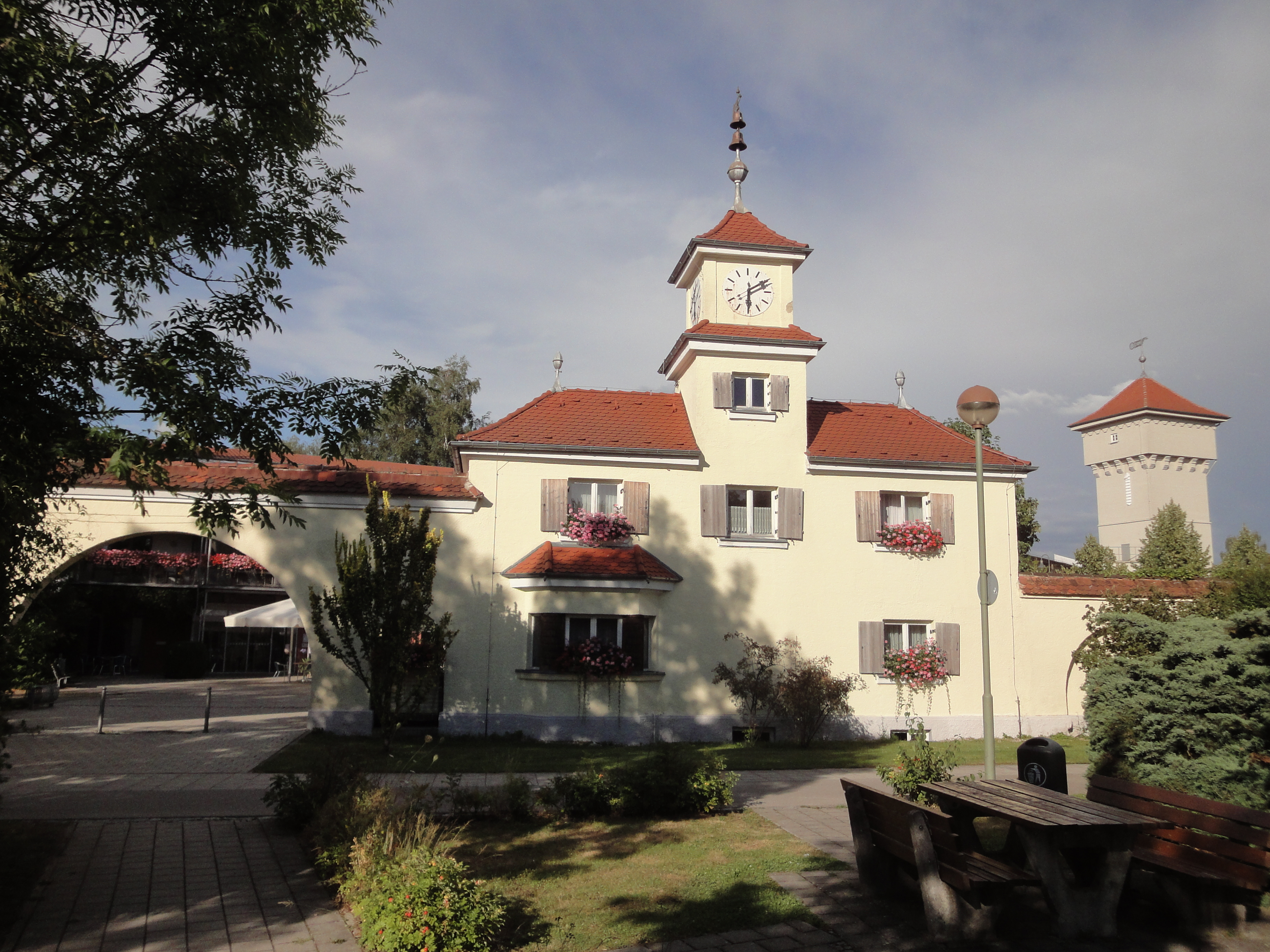
Torhaus in Neusäß

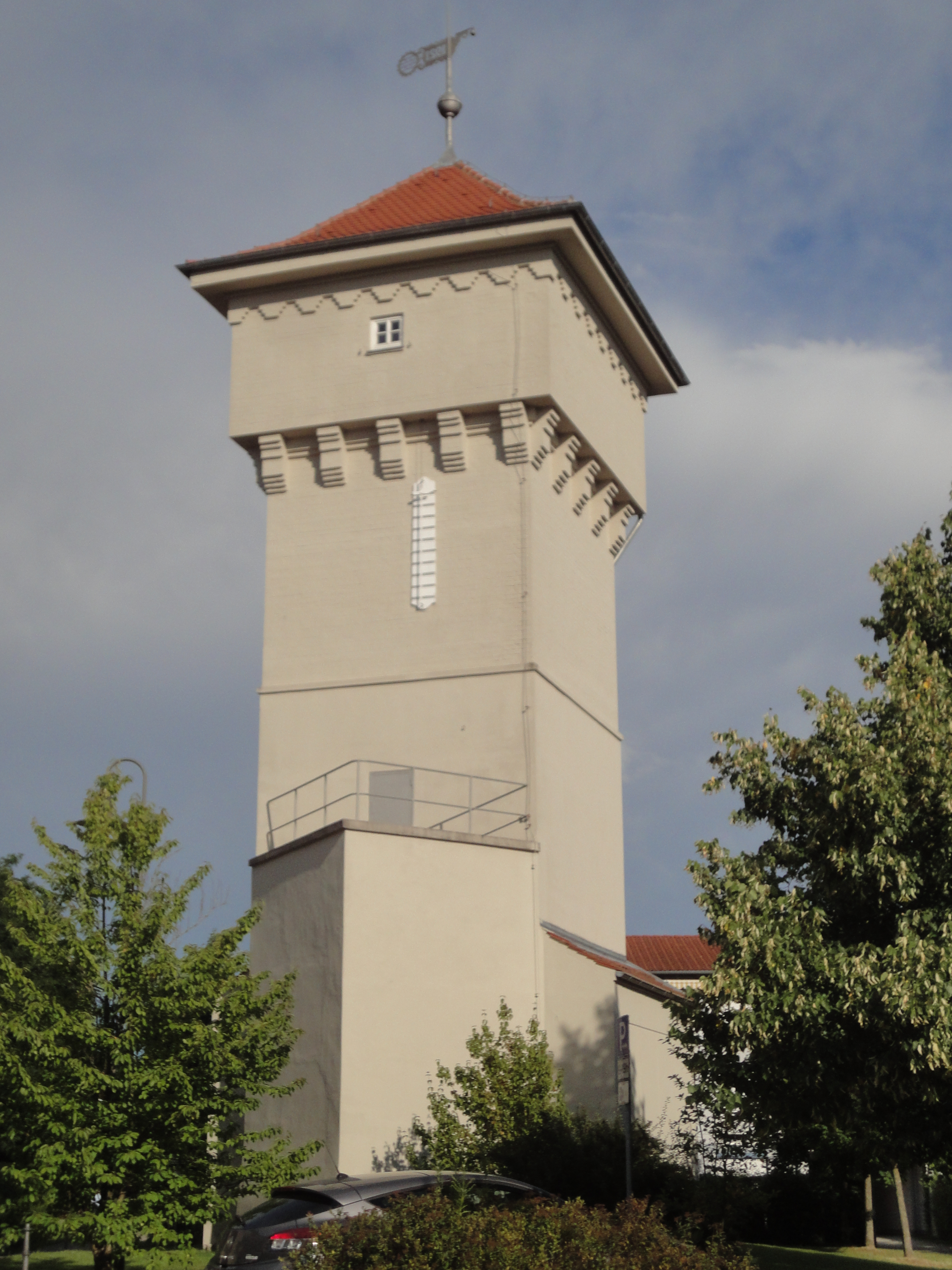
Wasserturm

Das Torhaus in Neusäß wurde um 1920 errichtet. Das Gebäudeensemble befindet sich an der ehemaligen Weldenbahn nahe dem Gasthof Lohwald (heute neben der Franzensbader Straße 1 und 2) und ist ein geschütztes Baudenkmal.

## Beschreibung
Der zweigeschossige Gruppenbau mit Walm- bzw. Halbwalmdach und Uhrturm entstand um 1920 auf dem Fabrikgelände der damaligen Keim-Farben-GmbH. Daneben steht ein gleichzeitig entstandener Wasserturm mit Zeltdach über quadratischem Grundriss, der auf der Windfahne mit der Jahreszahl 1921 bezeichnet ist.
Heute wird das Gebäudeensemble für betreutes Wohnen genutzt.